# 欧德隆库尔
欧德隆库尔（法語：Audeloncourt，法語發音：[odlɔ̃kuʁ]）是法国上马恩省的一个市镇，属于肖蒙区。

## 地理
欧德隆库尔（48°6'35"N, 5°31'17"E）面积11.6 平方千米，位于法国大東部大區上马恩省，该省份为法国东北部内陆省份，北起马恩省和默兹省，西接奥布省，西南接科多尔省，东南接上索恩省，东临孚日省。
与欧德隆库尔接壤的市镇（或旧市镇、城区）包括：勒韦库尔、迈松塞勒、托莱米利埃、弗龙库尔拉科特、巴西尼地区布勒瓦讷、克莱夫蒙。

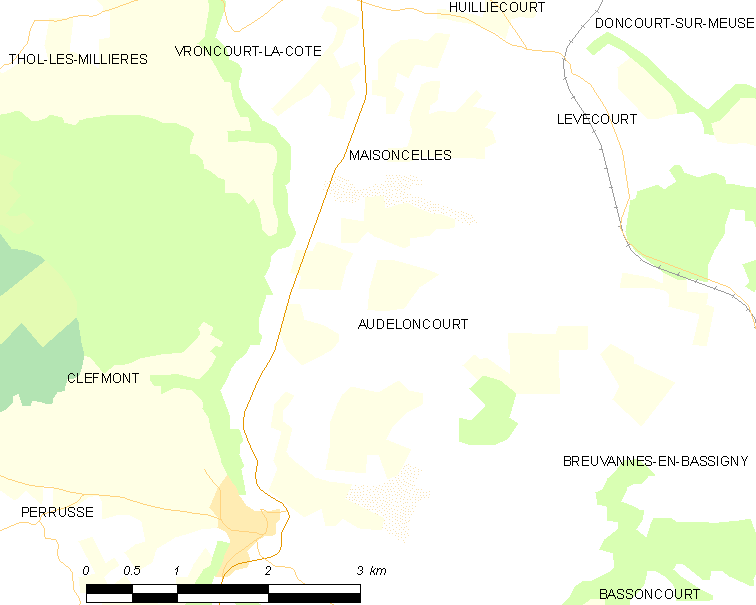
欧德隆库尔的OSM定位图

欧德隆库尔的时区为UTC+01:00、UTC+02:00（夏令时）。

## 行政
欧德隆库尔的邮政编码为52240，INSEE市镇编码为52025。

## 政治
欧德隆库尔所属的省级选区为普瓦松县。

## 人口

1962-2008年间欧德隆库尔人口变化图示

欧德隆库尔于2022年1月1日时的人口数量为80人。